# Lhohi (Lhaviyani-atol)
Lhohi is een van de onbewoonde eilanden van het Lhaviyani-atol behorende tot de Maldiven.